# Distrito de Kullu
Kullu (en hindi; ) es un distrito de la India en el estado de Himachal Pradesh. Código ISO: IN.HP.KU.
Comprende una superficie de 5 503 km².
El centro administrativo es la ciudad de Kullu.

## Demografía
Según censo 2011 contaba con una población total de 437 474 habitantes, de los cuales 213 154 eran mujeres y 224 320 varones.